# Kozjak (Karbinci)
Pour les articles homonymes, voir Kozjak.
Kozjak (en macédonien Козјак) est un village de l'est de la Macédoine du Nord, situé dans la commune de Karbinci. Le village comptait 147 habitants en 2002. Il se trouve à proximité de Bargala, une ancienne ville romaine dont subsistent des ruines, ainsi que de l'église Saint-Georges de Kozjak, l'une des plus vieilles de Macédoine du Nord.

## Démographie
Lors du recensement de 2002, le village comptait :
- Macédoniens : 145
- Serbes : 2